# Афгано-таджикская граница
Афгано-таджикская граница (дари مرز افغانستان و تاجیکستان, пушту د افغانستان – تاجکستان پوله‎; тадж. Сарҳади Тоҷикистону Афғонистон) — государственная граница проходящая между Республикой Таджикистан и Исламским Эмиратом Афганистан. Является частью так называемого «южного рубежа СНГ и постсоветского пространства».

## Описание
Общая протяжённость государственной границы Таджикистана с Афганистаном составляет 1344,15 километров. Из них, речная граница составляет 1135,3 километров, сухопутная граница 189,85 километров и озёрная 19 километров. Линия государственной границы в основном проходит вдоль реки Пяндж, левого притока реки Амударья. Западные участки границы находятся в низовьях гор, и в отношении транспортного сообщения относительно легкодоступны, по сравнению с другими участками данной границы. Начиная от Шурабадского района и далее на восток, граница проходит по горной местности, вследствие чего движение транспорта затруднено или почти невозможно. Соответственно, на этом участке границы количество автомобильных дорог ограничено. Главная автомобильная магистраль северной части границы проходит вдоль реки Пяндж. С афганской стороны вдоль реки тянутся только пешеходные тропы и пути. 
В ноябре 2002 года был открыт первый мост через афгано-таджикскую границу, в июле 2004 года президент Таджикистана Эмомали Рахмон, вице-президент Афганистана Нематулла Шахрани и имам Ага-хан IV ввели в строй афгано-таджикский «Мост дружбы». Строительство моста обошлось в 500,000 долларов США, осуществлялось при содействии компании Aga Khan Development Network и поддержке со стороны правительств Соединённых Штатов Америки и Норвегии. Висячий мост имеет длину 135 метров и 3,5 метров в ширину, пропускная способность 25 тонн. По мосту осуществляются коммерческие и пассажирские перевозки, благодаря чему есть постоянная сухопутная связь между двумя странами. 6 августа 2007 года был построен мост, соединяющий Таджикистан и Афганистан через реку Пяндж, связавший таджикский Нижний Пяндж и афганский город Шерхан-Бандар. Строительство моста обошлось примерно в 40 млн. долларов США, финансирование осуществлялось Корпусом инженеров Армии США, проектированием и строительством занималась итальянская компания Rizzani de Eccher. На церемонии открытия присутствовали президент Таджикистана Эмомали Рахмон, президент Афганистана Хамид Карзай, а также министр торговли США Карлос Гутьеррес.
До недавнего времени использовалась практически только одна автотрасса, проходящая в районе Нижнего Пянджа, связывавшая Таджикистан и Афганистан. Все остальные дороги в этом районе являлись подъездными путями к приграничным сёлам и не пользовались популярностью. С 2005 по 2012 год, при инициативе и поддержке Правительства Таджикистана и ряда международных организаций, в Шурабадском районе Хатлонской области и Ванджском районе Горно-Бадахшанской автономной области были построены два дополнительных моста над рекой Пяндж, для соединения Таджикистана с Афганистаном.
В 2013 году было достигнуто межправительственное Соглашение между двумя странами о пограничных пунктах пропуска через государственную границу двух стран. В Соглашения 2005 года были внесены изменения, и был подписан Протокол о внесении дополнений к данному Соглашению. В результате, наряду с существующими пятью пунктами пропуска международного статуса на Государственной границе двух стран — «Нижний Пяндж» в Кумсангирском районе и провинции Кундуз, «Кокул» в Фархорском районе и провинции Тахар, «Рузвай» в Дарвазском районе и провинции Бадахшан, «Тем» вблизи города Хорог и провинции Бадахшан, «Ишкашим» в Ишкашимском районе и провинции Бадахшан, были открыты ещё два пункта пропуска международного статуса — «Шохон» в Шурабадском районе и «Хумроги» в Ванджском районе и провинции Бадахшан. Наиболее значимым и крупным пропускным пунктом является контрольно-пропускной пункт «Нижний Пяндж», расположенный на западной части границы, через который проходит основной поток международных перевозок.

## Вопросы регулирования и безопасность

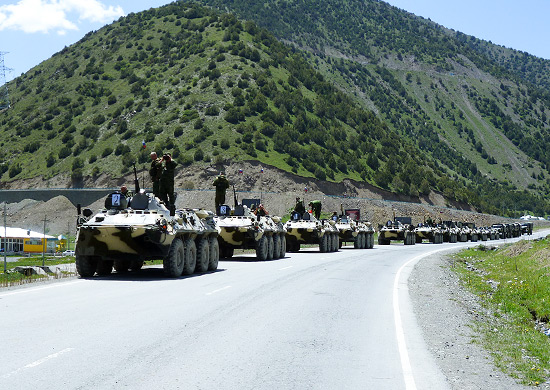
Колонна 201-й военной базы России вблизи границы Таджикистана с Афганистаном

Делимитация и демаркация государственной границы между двумя странами регулируются международными договорами, заключенными в своё время между СССР и Демократической Республикой Афганистан. В настоящее время, государственная граница проходящая между двумя странами уточнена и охраняется. Однако, из-за некоторых географических и технических явлений (изменение русла реки Пяндж в определённое время года, необходимость обновления демаркационных знаков и т. д.), назревает необходимость проведения повторной демаркации государственной границы, и этим вопросом занимается совместная таджикско-афганская Комиссия по редемаркации государственной границы.
Вблизи границы Таджикистана с Афганистаном, в городах Куляб, Курган-Тюбе и Душанбе расположена 201-й военная база Вооружённых сил Российской Федерации, которая обеспечивает безопасность границы с таджикской стороны и сотрудничает с Вооружёнными силами Республики Таджикистан в вопросах обеспечения безопасности. Также, время от времени, Вооружёнными силами России и Таджикистана проводятся совместные военные учения вблизи границы, для противодействия террористам, исламистским фундаменталистам и международному наркотрафику. Несмотря на все усилия двух стран по обеспечению безопасности границ, ситуация остается напряжённой ввиду скопления и периодического нападения террористов и моджахедов вблизи границы.

## Галерея

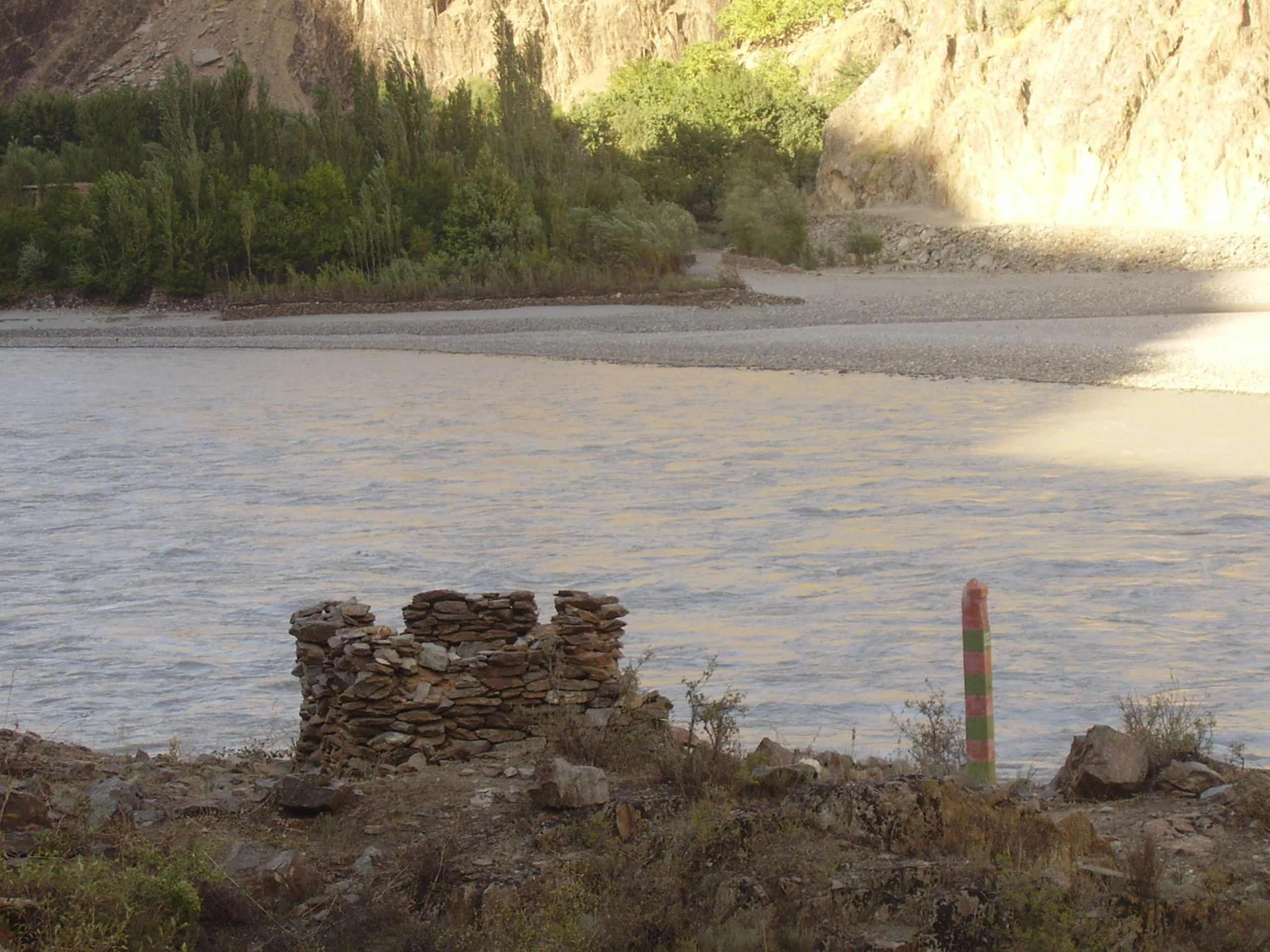
Часть границы через реку Пяндж. Вид с таджикской стороны.
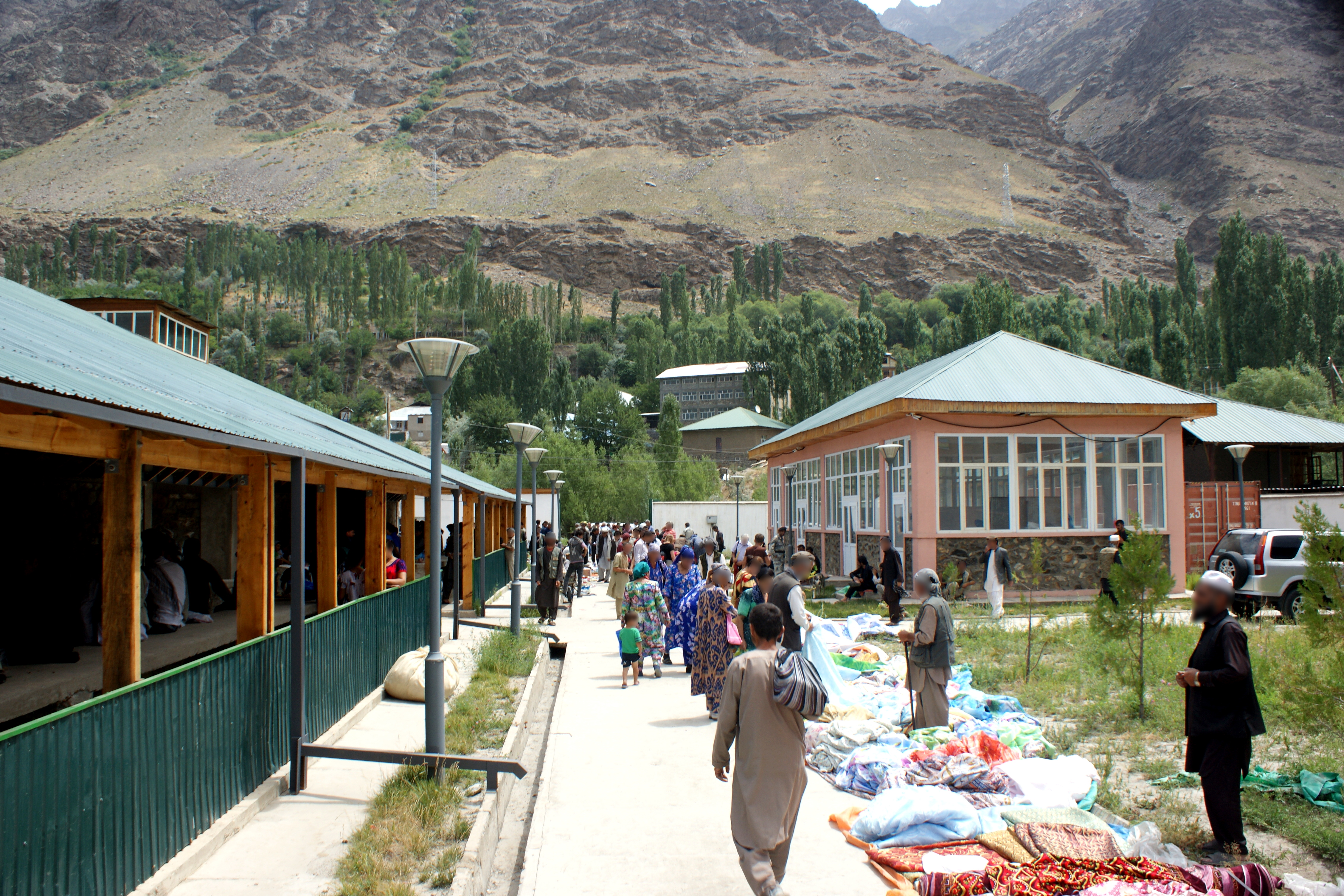
Приграничный рынок в Хороге, Таджикистан
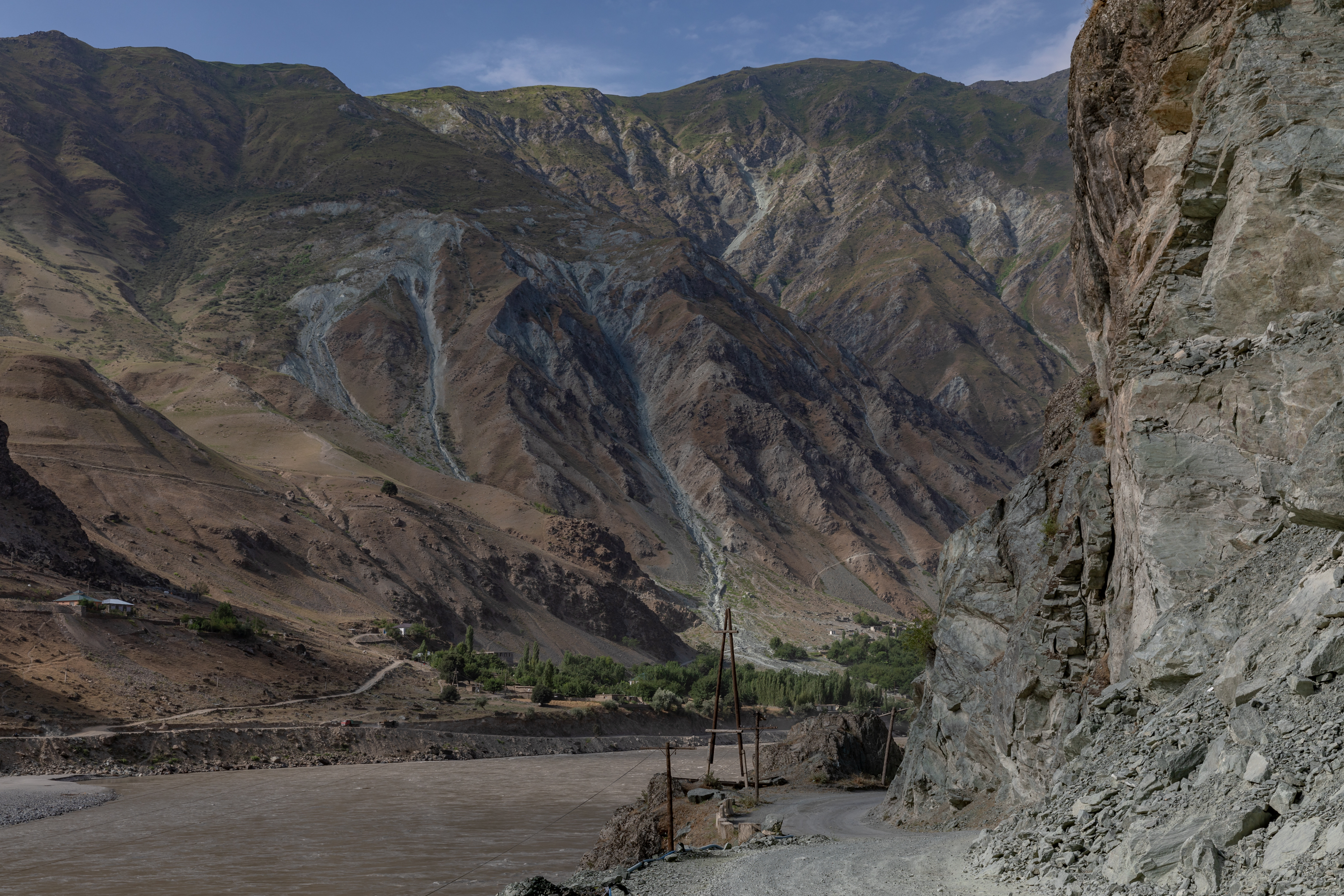
Вид на афганскую сторону границы из Таджикистана
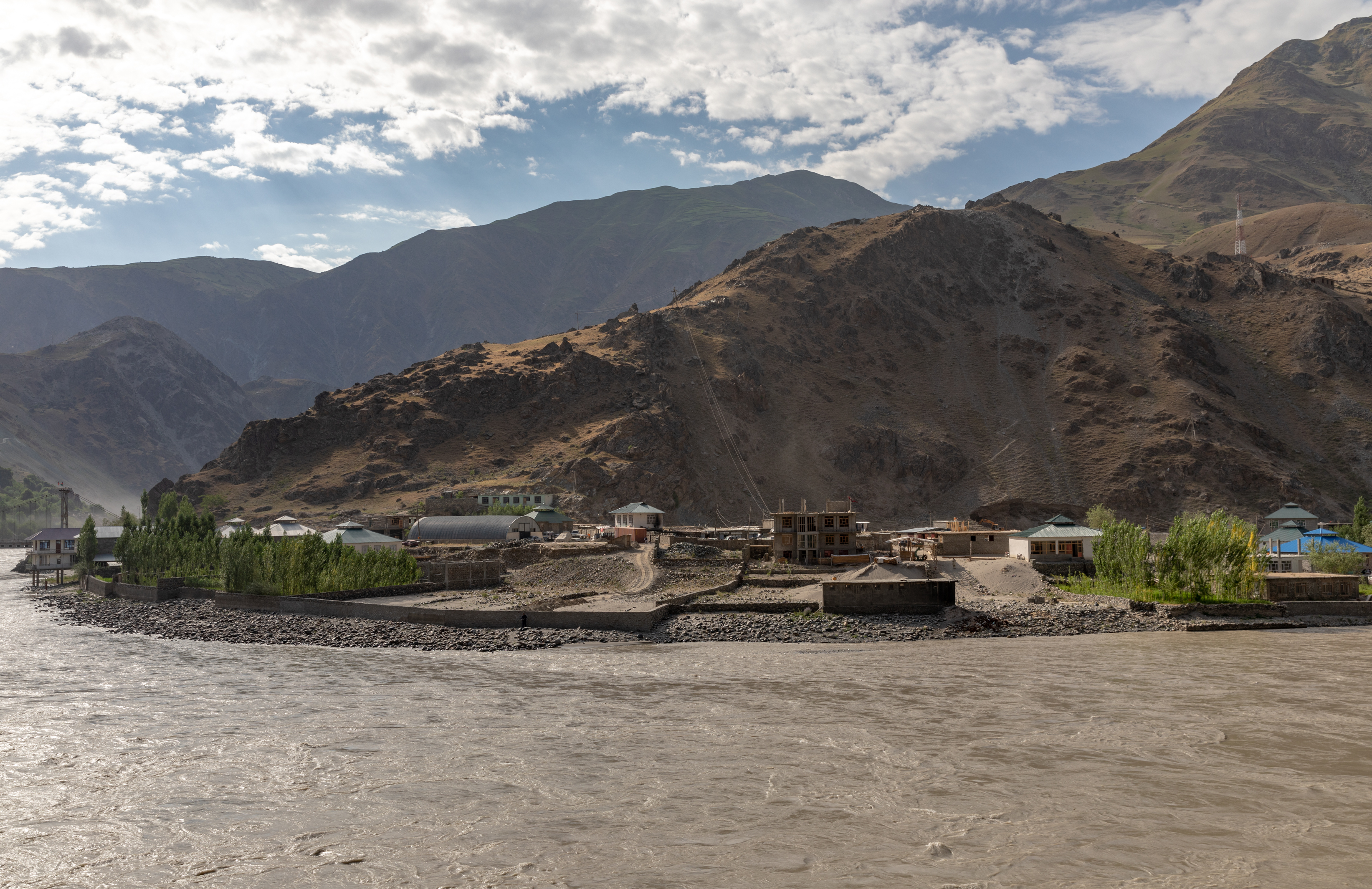
Вид на афганскую сторону реки Пяндж
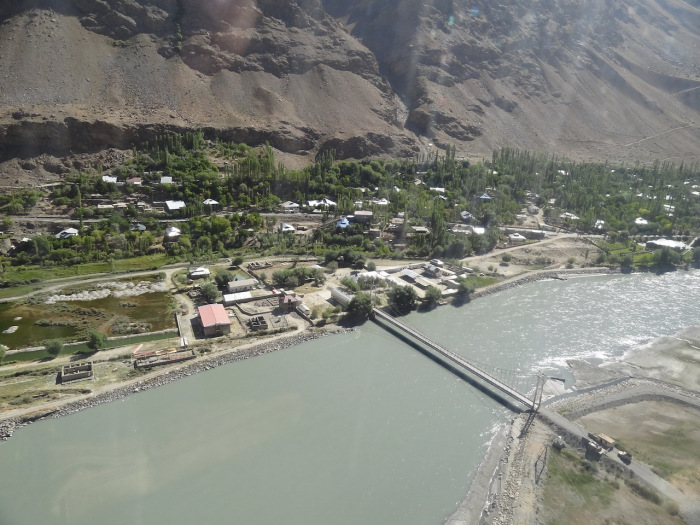
Афгано-таджикский мост (Тем—Демоган)
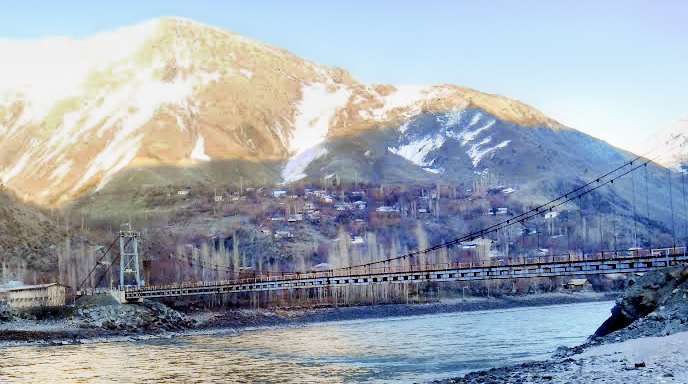
Афгано-таджикский «Мост дружбы»
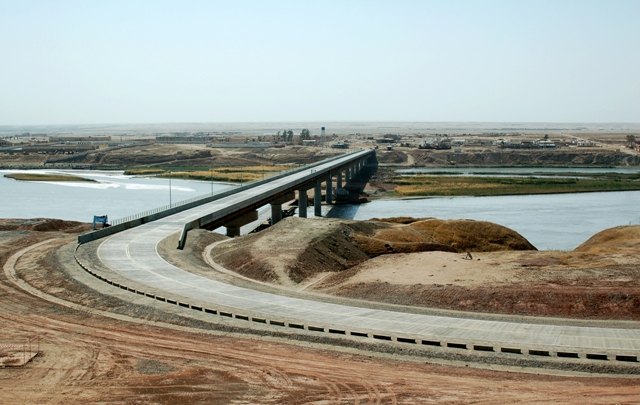
Автомобильный мост через реку Нижний Пяндж
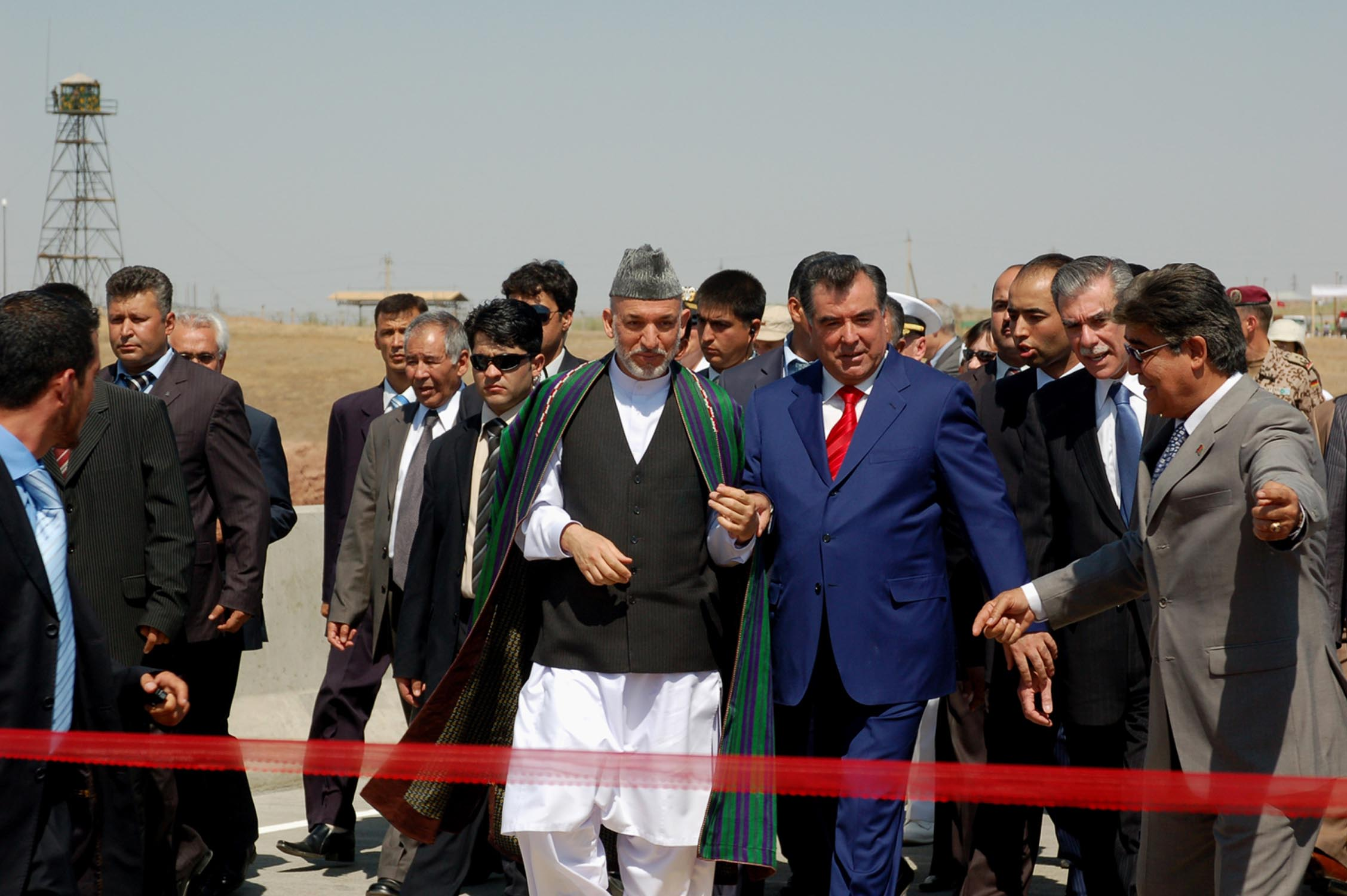
Президенты двух стран — Эмомали Рахмон и Хамид Карзай открывают мост через реку Нижний Пяндж